# Maria Rohm
Maria Rohm, született Helga Grohmann (Bécs, 1945. augusztus 13. – Toronto, Ontario, Kanada, 2018. június 18.) osztrák színésznő.

## Életútja
Helga Grohmann néven született Bécsben 1945. augusztus 13-án. Négyéves korától a Burgtheaterben szerepelt gyerekszínészként. 18 éves koráig dolgozott színházban, mikor megismerkedett a brit filmproducerrel, Harry Allan Towers-szel, akivel később házasságot kötött. Az 1960-as években Jesús Franco filmjeiben szerepelt és vált ismertté.

## Filmjei
- Teufel im Fleisch (1964)
- Mozambique (1964)
- 24 Hours to Kill (1965)
- City of Fear (1965)
- Our Man in Marrakesh (1966)
- Five Golden Dragons (1967)
- The Million Eyes of Sumuru (1967)
- The Vengeance of Fu Manchu (1967)
- Az ezer öröm háza (La casa de las mil muñecas) (1967)
- The Face of Eve (1968)
- The Blood of Fu Manchu (1968)
- Der heiße Tod (1969)
- Die sieben Männer der Sumuru (1969)
- Marquis de Sade: Justine (1969)
- Paroxismus (1969)
- Il trono di fuoco (1970)
- De Sade 70 (1970)
- Drakula gróf (Nachts, wenn Dracula erwacht) (1970)
- Das Bildnis des Dorian Gray (1970)
- Black Beauty (1971)
- Sex Charade (1972)
- A kincses sziget (Treasure Island) (1972)
- A vadon szava (The Call of the Wild) (1972)
- Ein Unbekannter rechnet ab (1974)
- El asesino no está solo (1975)
- Closed Up-Tight (1975)
- La fine dell’innocenza (1976)